# Stupenda
Genre
Stupenda est un genre d'éponges de la famille des Stupendidae.

## Liste d'espèces
Selon World Register of Marine Species (31 octobre 2020) :
- Stupenda singularis Kelly & Cárdenas, 2016

## Publication originale
- (en) Michelle Kelly et Paco Cárdenas, « An unprecedented new genus and family of Tetractinellida (Porifera, Demospongiae) from New Zealand's Colville Ridge, with a new type of mitochondrial group I intron », Zoological Journal of the Linnean Society, Linnean Society of London et OUP, vol. 177, no 2,‎ 20 mai 2016, p. 335-352 (ISSN 1096-3642 et 0024-4082, OCLC 01799617, DOI 10.1111/ZOJ.12365, lire en ligne).